# Gömörispánmező
Gömörispánmező (szlovákul: Španie Pole) község Szlovákiában, a Besztercebányai kerületben, a Rimaszombati járásban.

## Fekvése
Rimaszombattól 22 km-re, északkeletre fekszik.

## Története
1301-ben „Spanmezew” alakban említik először, de valószínűleg régebbi alapítású. A mai Vámosbalog hatarában állt Balog várának uradalmához tartozott. A 15.–16. században a Derencsényi család birtoka. Később a murányi váruradalom része. 1427-ben 10 adózó portája volt. Lakói már a töröknek is vasárukkal adóztak, főként kovácsmesterséggel, mészégetéssel, faeszközök készítésével foglalkoztak és később a határában működő vashámorban dolgoztak.
A 18. század végén Vályi András így ír róla: „ISPÁNY MEZŐ. Spanyo pole. Elegyes tót falu Gömör Várm. földes Ura G. Kohári, és több Urak, lakosai katolikusok, fekszik Jolsvához 1 mértföldnyire, lakosai sok szegeket, és külömbféle fa edényeket készítenek, határja hegyes, réttyei jók.”
1828-ban 98 házában 810 lakos élt.
Fényes Elek geográfiai szótárában eképpen ír a községről: „Ispánmező, Spano-Pole, tót falu, Gömör és Kis-Honth egyesült vmegyékben, Ratkóhoz egy mfdnyire: 11 kath., 799 evang. lak., kik sok vas gereblyét, és fa eszközöket csinálnak. Hegyes határa rozsot, buzát, árpát, középszerüen, de jó minemüségben terem. F. u. h. Coburg s m.”
Borovszky Samu monográfiasorozatának Gömör-Kishont vármegyét tárgyaló része szerint: „Ispánmező, tót kisközség, 89 házzal és 370 ág. h. ev. vallású lakossal. Legrégibb birtokosául 1413-ban a Derencsényi családot ismerjük. 1427-ben Spanmezew néven szerepel, később Spano-Pole tót nevével is találkozunk. Első ismert földesura volt a Koháry, majd ennek révén a Coburgherczegi család, de ezekkel egy időben a Sárközy és a Bornemisza családnak is volt itt birtoka. Lakosai ezelőtt híres szegkovácsok voltak, most pedig sokan közülök viaszk-ütéssel és szövőborda-készítéssel foglalkoznak. Evangelikus temploma 1805-ben épült. Ide tartozik Bukovina puszta.”
A trianoni diktátumig területe Gömör-Kishont vármegye Ratkói járásához tartozott.
Napjainkban a falu fokozatosan elnéptelenedik.

## Népessége
| Év:            | 1994. | 2004.    | 2014.   | 2024.    |
| -------------- | ----- | -------- | ------- | -------- |
| Emberek száma: | 107   | 87       | 83      | 72       |
| Eltérés:       |       | -18,69 % | -4,59 % | -13,25 % |

| Év:            | 2023. | 2024.   |
| -------------- | ----- | ------- |
| Emberek száma: | 76    | 72      |
| Eltérés:       |       | -5,26 % |

1910-ben 351-en, többségében szlovákok lakták, jelentős magyar kisebbséggel.
2001-ben 98 lakosából 81 szlovák volt.
2011-ben 87 lakosából 81 szlovák és 6 magyar.

## Nevezetességei
- Evangélikus temploma 1810-ben épült klasszicista stílusban.
- Környéke a hegymászók, vadászok és gombaszedők kedvelt paradicsoma.

## Külső hivatkozások
- Községinfó
- Gömörispánmező Szlovákia térképén
- Tourist-channel.sk
- A falu a Gömöri régió honlapján
- E-obce.sk